# Золота булла 1242

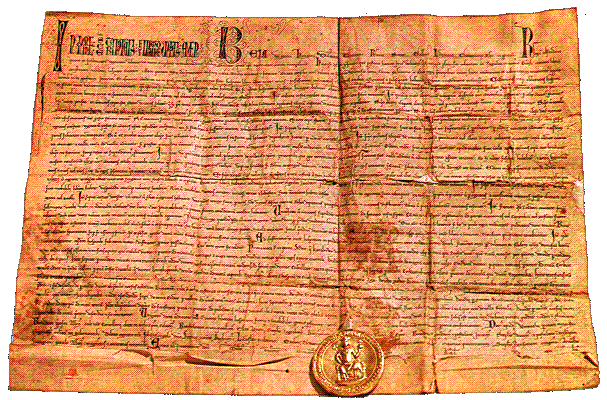
Оригінал Золотої булли 1242 року

Золота булла 1242 року — едикт, яким за часів монгольського вторгнення у Європу угорський король Бела IV дарував мешканцям населеного пункту Градец права «вільного королівського міста». Документ був виданий 16 листопада 1242 року у Вировитиці, та підтверджений у 1266 році. Оригінал був написаний на шматку пергаменту розміром 57 на 46 см, який зараз зберігається в умовах суворої консервації у Державному архіві Хорватії, а його копія демонструється у Музеї міста Загреба.

## Передісторія
Весною 1241 року у битві на річці Шайо монголи розбили угорсько-хорватську армію. Зимою 1241—1242 років монголи дійшли до території сучасного Загреба, знищили розташовані там населені пункти та розграбували нещодавно побудований Загребський собор. Після відходу монголів король Бела IV, побоюючись нових вторгнень та переконавшись, що погані укріплені містечка не є перешкодою для завойовників, випустив ряд документів, які заохочували створення укріплених міських поселень, одним із яких і була дана Золота булла.

## Умови
Золота булла проголошувала, що «Градец на пагорбі Загреб» є вільним королівським містом. Місто повинно було керуватися «міським суддею» (хорв. gradski sudac, лат. iudex), який щорічно обирався мешканцями та виконував роль мера. Окрім того, щорічно, 3 лютого (на День святого Власія), обиралися 8 «юристів» (лат. jurati) та 20 членів міської ради. Булла визначала територію міста: на південь від гір Медведниця, на захід від струмка Врапчак та на північ від річки Сава. Місто було підпорядковане безпосередньо королю, що виводило його з-під юрисдикції як навколишніх феодалів, так і розташованих на сусідньому пагорбі Каптол церковних ієрархів; у середньовіччя конфлікти між мешканцями Градеца та духівництвом з Каптола іноді призводили до громадянських воєн. Мешканці Градеца були звільнені від багатьох державних податків та зборів.
В обмін на привілеї мешканці були зобов'язані власним коштом звести навколо Градеца укріплення, що і було зроблено у 1266 році. Також вони були зобов'язані надавати королю у разі відвідування ним міста «12 биків, 1000 булок хліба та 4 бочки вина» (у 1266 році король скасував це положення), та забезпечувати герцога Славонії або бана Хорватії у разі відвідання будь-ким з них міста (за всю історію лише хорватський бан побував тут один раз).

## Підсумки та наслідки
Оточене кам'яними стінами місто Градец, що знаходиться на перетині двох торгових шляхів, вже у XIV столітті досягло населення у 3000 осіб, що зробило його помітним містом за середньовічними європейськими мірками. Так як тут розташувався монетний двір, а також концентрувалася "королівська тридцята частина", що збиралася у Славонії (лат. tricesima; мешканці Градеца були від неї звільнені у 1267 році), то місто стало фінансовим центром угорсько-хорватського королівства.
Градец керувався «суддею» аж до 1850 року, коли Градец, Каптол та низку інших населених пунктів було формально об'єднано у нове місто Загреб.